# Aethopyga
Az Aethopyga a madarak osztályának a verébalakúak (Passeriformes) rendjébe, ezen belül a nektármadárfélék (Nectariniidae) családjába tartozó nem.

## Rendszerezésük
A nemet Jean Cabanis német ornitológus írta le 1851-ben, az alábbi fajok tartoznak ide:
- elegáns nektármadár (Aethopyga duyvenbodei)
- tűzfarkú nektármadár (Aethopyga ignicauda)
- feketetorkú nektármadár (Aethopyga saturata)
- Gould-nektármadár (Aethopyga gouldiae)
- zöldfarkú nektármadár (Aethopyga nipalensis)
- Aethopyga vigorsii
- skarlát nektármadár (Aethopyga siparaja)
- Aethopyga magnifica
- aranytorkú nektármadár (Aethopyga shelleyi)
- Aethopyga temminckii
- bajszos nektármadár (Aethopyga mystacalis)
- Aethopyga bella
- jávai nektármadár (Aethopyga eximia)
- hajnani nektármadár (Aethopyga christinae)
- tűzmellű nektármadár (Aethopyga flagrans)
- Aethopyga guimarasensis
- Aethopyga decorosa
- Aethopyga jefferyi
- fényesszárnyú nektármadár (Aethopyga pulcherrima)
- Aethopyga linaraborae
- szürketorkú nektármadár (Aethopyga primigenia vagy Aethopyga primigenius)
- Apo-hegyi nektármadár (Aethopyga boltoni)
- Aethopyga tibolii